# 1579 aux échecs
| Années des échecs : 1576 - 1577 - 1578 - 1579 - 1580 - 1581 - 1582    |
| Décennies des échecs : 1540 - 1550 - 1560 - 1570 - 1580 - 1590 - 1600 |

Cet article présente les faits marquants de l'année 1579 aux échecs.

## Naissances
- Auguste II de Brunswick-Wolfenbüttel, dit Selenus[1], auteur échiquéen.